# Campionati del mondo di ciclismo su pista 1960
I Campionati del mondo di ciclismo su pista 1960 si svolsero dal 3 al 14 agosto 1960 a Lipsia e a Chemnitz, in Germania Est.

## Medagliere
| Posiz. | Nazione          | Oro | Argento | Bronzo | Totale |
| ------ | ---------------- | --- | ------- | ------ | ------ |
| 1      | Italia           | 2   | 0       | 1      | 3      |
| 2      | Germania Est     | 1   | 1       | 1      | 3      |
| 2      | Unione Sovietica | 1   | 1       | 1      | 3      |
| 4      | Regno Unito      | 1   | 0       | 2      | 3      |
| 5      | Spagna           | 1   | 0       | 0      | 1      |
| 5      | Francia          | 1   | 0       | 0      | 1      |
| 5      | Germania Ovest   | 1   | 0       | 0      | 1      |
| 8      | Paesi Bassi      | 0   | 2       | 2      | 4      |
| 9      | Belgio           | 0   | 2       | 1      | 3      |
| 10     | Svizzera         | 0   | 2       | 0      | 2      |
|        | Totale           | 8   | 8       | 8      | 24     |